# Burg Rheinsberg
Die Burg Rheinsberg ist eine abgegangene Höhenburg auf einem 404 m ü. NN hohen Höhenzug, dem Rheinsberg zwischen Murg und Bad Säckingen in der Nähe von Murg (Rheintal), Ortsteil Rothaus im Landkreis Waldshut in Baden-Württemberg.

## Geschichte
Erstmals erwähnt wurde die Burg im Habsburger Urbar im Jahre 1281. Rudolf von Tegerfelden hatte diese damals zu Pfand. Als Erbauer der Burg werden die Habsburger genannt, die sie in ihrer Funktion als Vögte des Damenstift Säckingen zu dessen Verteidigung anlegten. 1478 erwarb Wilhelm von Griessen die Burg. Weitere Besitzer der Burg Rheinsberg waren die Herren von Geroldseck. Im 15. Jahrhundert saß die Patrizierfamilie Ratz aus Säckingen auf der Burg. Im Jahre 1477 erwarb Jakob von Schönau die Burg zusammen mit dem Dorf Rippolingen. Die Herren von Schönau wohnten dann als Großmeier des Fridolinsstift in Säckingen zeitweise auf Schloss Rheinsberg. Danach wurde die Burg verlassen und verfiel. In einem Lehensbrief für Rudolf von Schönau aus dem Jahre 1608 sowie in einer Urkunde aus dem Jahre 1625 wird Burg Rheinsberg als „Burgstall“ bezeichnet, was dafür spricht, dass die Burg zu dieser Zeit schon nicht mehr bewohnt wurde.
Im Dreißigjährigen Krieg wurde die Anlage wieder notdürftig instand gesetzt und zeitweise besetzt. Unter Einbeziehung der Burg Rheinsberg wurden nun zusätzliche Verschanzungen angelegt, die bis zum Ufer des Rheins hinunterreichten. Das Ende für die Burg kam im Jahre 1638, als die Anlage vollständig zerstört wurde. Die noch verwertbaren Steine ließ Kaspar von Schönau abtragen und verwendete sie in den Jahren 1670–1680 zum Wiederaufbau des Trompeterschlosses in Bad Säckingen.

Schanzenanlage mit Burg Rheinsberg (A)

Karte der schwarzwälder Verteidigungslinie

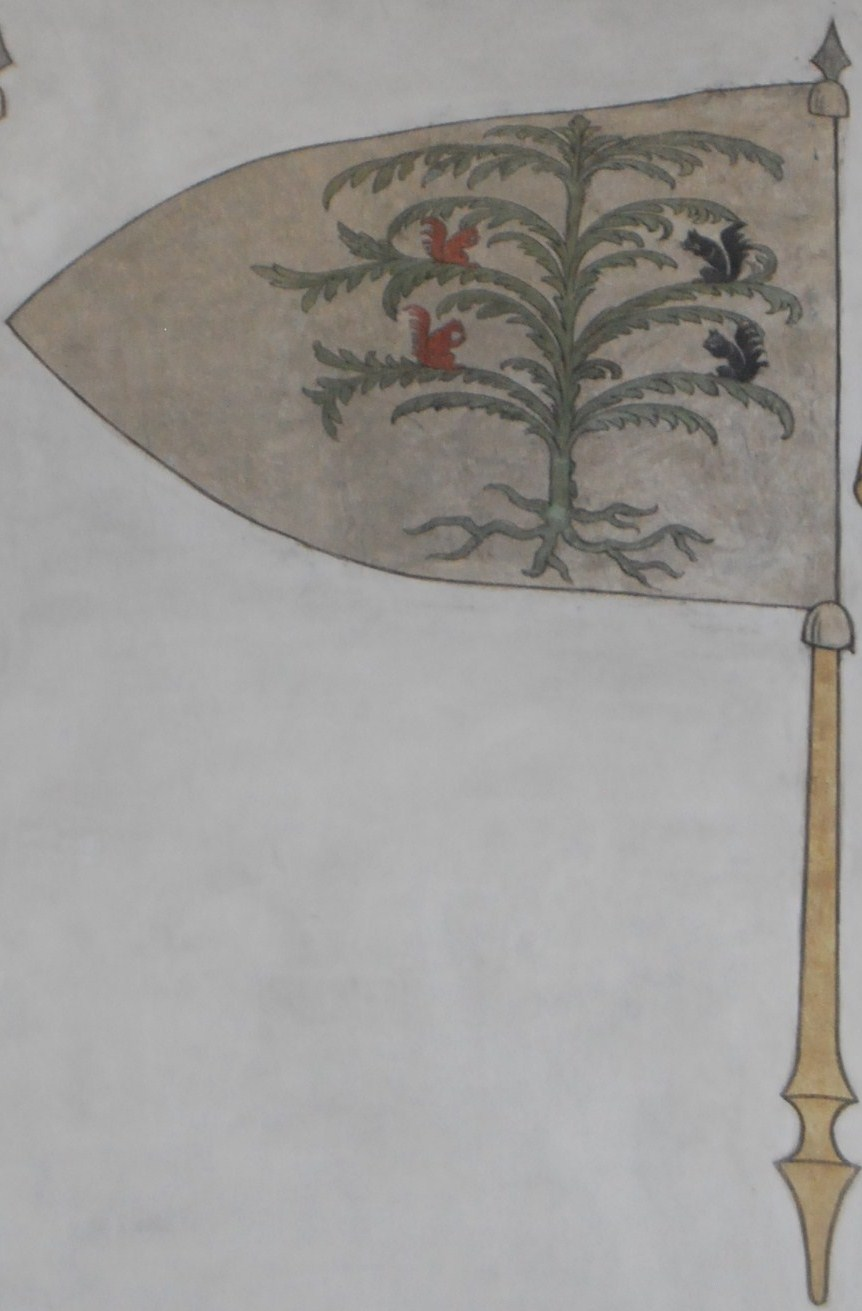
Hauensteiner Schlachtbanner von 1386

1691 wurden, aus Furcht vor französischen Einfällen infolge des Pfälzer- oder Orleans’schen Erbfolgekriegs, das Wachhaus sowie die Befestigungen erneuert und für eine Besatzung von über 1000 Mann ausgebaut. Der Hauensteiner Landfahnen hatte während dieser Zeit die Verteidigungsanlagen zu besetzen. Die Bitte des Hauensteiner Landfahnens an die Stadt Waldshut, eine kleine Mannschaft zur „Bedeckhung des Waldts“ zu entsenden, wurde vom Rat mit der Begründung abgelehnt, dass „die Burgerschaft von Waldshut nur beim Auszug mit dem Landfahnen zur Miliz beigezogen werden dürfe“ und man daran festhalten wolle. Dennoch musste  die Stadt Waldshut einen finanziellen Beitrag leisten. Dies geht aus einem Dokument vom 5. Juni 1697 hervor, worin der damalige Redman Peter Strittmatter eine derartige Zahlung der Stadt für „zu dem Rothenauss gethane schanzfuhren“ bestätigt.
Die Ausbaumaßnahme von 1691 zahlte sich bereits 10 Jahre später im Spanischen Erbfolgekrieg (1701–1714) aus, als die Anlage mehrmals besetzt wurde. Sie bildete einen wichtigen Verteidigungsstützpunkt für den Schwarzwald. Nördlich der Anlage schloss sie eine Feldschanze ab, die bis zu einem Taleinschnitt im Norden reichte. Im Anschluss befanden sich Verhaue aus Holz und Steinen, die sich bis auf die Höhen des Hotzenwaldes zogen. Die Burg und die Sternschanzenanlage bildeten den südlichen Eckpfeiler der so genannten Schwarzwaldlinie. Das endgültige Aus für Burg Rheinsberg und der dazugehörigen Befestigung kam im Jahre 1744, als die Franzosen im österreichischen Erbfolgekrieg (1740–1748) die für sie hinderliche und lästige Befestigung zerstörten und das Gelände weitgehend einebneten.

## Anlage
Von der Burganlage ist heute so gut wie nichts mehr vorhanden. Einige Erhöhungen im Gelände auf der Hügelspitze lassen vermuten, dass sich darunter noch geringe Mauerreste befinden.